# (300056) 2006 US181
(300056) 2006 US181 es un asteroide perteneciente al cinturón de asteroides, descubierto el 16 de octubre de 2006 por el equipo del Catalina Sky Survey desde el Catalina Sky Survey, Arizona, Estados Unidos.

## Designación y nombre
Designado provisionalmente como 2006 US181.

## Características orbitales
2006 US181 está situado a una distancia media del Sol de 3,166 ua, pudiendo alejarse hasta 3,456 ua y acercarse hasta 2,876 ua. Su excentricidad es 0,091 y la inclinación orbital 10,53 grados. Emplea 2058,12 días en completar una órbita alrededor del Sol.

## Características físicas
La magnitud absoluta de 2006 US181 es 15,3.